# Флаг Октябрьского сельского поселения (Туапсинский район)
Флаг муниципального образования Октя́брьское сельское поселение Туапсинского района Краснодарского края Российской Федерации — опознавательно-правовой знак, служащий официальным символом муниципального образования.
Флаг утверждён 7 февраля 2012 года и внесён в Государственный геральдический регистр Российской Федерации с присвоением регистрационного номера 7498.

## Описание
«Прямоугольное полотнище с отношением ширины к длине 2:3, воспроизводящее композицию герба Октябрьского сельского поселения Туапсинского района в зелёном, белом, чёрном и жёлтом цветах».
Геральдическое описание герба гласит: «В зелёном поле серебряный столб, поверх коего, наподобие пониженного пояса — мост, такового же металла мурованный чёрным; столб обременён семью зелёными листьями бука с плодами — двумя сложенными попарно ниже столба, четырьмя — выше, и над коими один лист бука с двумя плодами, и сопровождён по сторонам двумя серебряными мечами обвитыми золотыми гирляндами из листьев и плодов дуба».

## Обоснование символики
Флаг языком символов и аллегорий отражает исторические, культурные и экономические особенности сельского поселения.
Октябрьское сельское поселение расположено в горной зоне Краснодарского края, среди лиственных лесов. В лесах преобладают деревья бука, на что указывает изображение листьев бука. Количество листьев также аллегорически указывают на семь населённых пунктов в составе поселения. Плоды символизируют молодое поколение, надежду на него. Бук символизирует процветание, стойкость и полноту жизненных сил и является воплощением здоровья и силы.
Зелёный цвет полотнища символизирует поросшие разнообразными деревьями и кустарниками горные склоны поселения, а также надежду, возрождение, молодость.
Земли поселения пересекают горные реки Пшиш и Гунайка, что отражено на флаге белой полосой.
В 1913 году в Кавказских горах, в извилине реки Пшиш, на землях, в настоящее время входящих в состав Октябрьского сельского поселения, началось строительство железнодорожных мостов через реку, которые позволили уже в феврале 1915 года сдать в эксплуатацию участок железной дороги от Белореченска до Туапсе. Изображение белого каменного моста говорит о данном историческом событии и указывает на множество данных мостов на территории Октябрьского сельского поселения.
Изображение мечей, перевитых золотыми дубовыми ветвями с плодами, символизирует мужество и отвагу, проявленные советскими воинами и местными жителями в кровопролитных сражениях против немецко-фашистских захватчиков в годы Великой Отечественной войны.
Жёлтый цвет (золото) символизирует величие, богатство и процветание, прочность, а также говорит о верности, славе и заслугах жителей сельского поселения.
Белый цвет (серебро) символизирует чистоту, миролюбие, дружбу и взаимопонимание.